# Iris Lorenzaccio De Medicis
L’iris Lorenzaccio De Medicis est une variété d'iris hybride. (Parents : 'Amethyst Flame' × 'Wine and Roses').
- Catégorie : Grand Iris de Jardin (TB).
- Création : P.C. Anfosso (1978).
- Description : Iris grenat clair sur rouge pourpre bordé du ton des pétales.
- Floraison : hâtif moyen.
- no  d'enregistrement : R 79-509.
- Taille : 90 cm.